# Hester Sigerson Piatt
Hester Sigerson Piatt (13 juin 1870 - 16 juin 1939) est une poètesse et journaliste républicaine irlandaise.

## Biographie
Piatt est née Anna Hester Sigerson, connue de la famille sous le nom de Hetty, à Dublin, fille de Hester Varian et George Sigerson. Son père est poète et sénateur, sa mère est également écrivaine tout comme sa sœur Dora Sigerson Shorter. Vers 1900, Piatt épouse le vice-consul américain et vice-consul en Irlande, Arthur Donn Piatt. Ils ont deux enfants, Eibhlín Piatt Humphreys et Donn Sigerson Piatt. Son mari est décédé en Irlande en 1914 à l'âge de 47 ans. Piatt reste en Irlande vivant dans la maison de son père. Elle est membre de Cumann na mBan et couvre des sujets comme les mémoires de Charles Kickham dans ses écrits    .
Piatt travaille sur le Weekly Freeman, prenant la relève en tant qu '"Oncle Remus" de Rose Kavanagh (en), un travail qui lui rapporte une livre par semaine. Elle a également écrit pour le Lyceum, Irish Fireside et The Weekly Register et a contribué à d'autres revues américaines et anglaises. Sa poésie est publiée dans l'anthologie irlandaise de Yeats et l'anthologie de vers irlandais de Padraic Colum   .
Elle est enterrée au cimetière de Glasnevin avec son mari.

## Sources
- « Hester Sigerson », Ricorso (consulté le 15 novembre 2018)
- « Dictionary of Irish Biography », Cambridge University Press (consulté le 15 novembre 2018)
- (ga) « PIATT, Donn Sigerson (1905–1970) », ainm.ie, 8 novembre 2017 (consulté le 15 novembre 2018)
- D. Atkinson, The Selected Letters of Katharine Tynan: Poet and Novelist, Cambridge Scholars Publishing, 2016 (ISBN 978-1-4438-9301-5, lire en ligne)
- « Poetry, and the Gaelic Athletic Association », The Irish Times,‎ 21 mars 2013 (lire en ligne, consulté le 15 novembre 2018)
- Kestenbaum, « The Political Graveyard: Piatt family of North Bend, Ohio », The Political Graveyard, 1er juillet 1996 (consulté le 15 novembre 2018)
- Piatt, Reining in the Rogue Royal of Arabia, 8 août 1928